# Fripon
Cet article concerne le personnage mythique. Pour le projet de détection de météorites, voir FRIPON.
Pour les articles homonymes, voir Trickster.

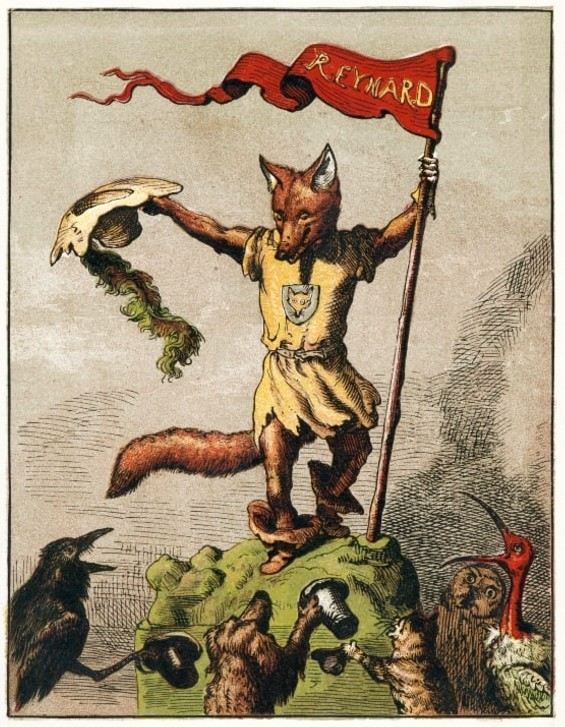
Portrait de Renart le goupil dans le livre pour enfant de 1869 écrit par Michel Rodange.

Le fripon, ou farceur (trickster en anglais), est un personnage mythique présent dans plusieurs cultures et rendu célèbre par Paul Radin. En folkloristique et en anthropologie culturelle c'est un motif récurrent de nombreux contes-type : on utilise alors volontiers le terme anglophone de trickster pour le désigner. Les anthropologues comme Claude Lévi-Strauss parlent de « décepteur » — du moyen français decepteur : « celui qui trompe, qui trahit ».
On le retrouve dans certains mythes et contes d'Afrique subsaharienne sous les traits de l'enfant malin, comparé au Petit Poucet par Denise Paulme dans La Mère dévorante (1976), tandis que d'autres études réunissent un corpus de contes autour de l'« Enfant terrible ».

## Caractéristiques
Le fripon est un archétype de personnage mythique, présent dans de nombreux folklores à travers le monde. Il fait depuis plusieurs décennies l'objet de recherches et de diverses interprétations dans des domaines allant de la psychologie à la sociologie et l'anthropologie.
Figure chaotique et radicalement ambivalente, le fripon est à la fois bon et mauvais, source de désordre et force civilisatrice, briseur de tabous, farceur humiliant parfois lui-même humilié. Médiateur entre l'aspect divin et le monde matériel des humains, lui-même se situant aux frontières de ces deux mondes, il incarne une force duelle et équivoque.
Il peut vaciller avec facilité de l'autodérision au sérieux le plus total. Légères en apparence, ses mesquineries ont souvent une seconde lecture qui questionne les certitudes de son interlocuteur, sa conformité et ses limites morales.
On lui prête de nombreux pouvoirs selon les folklores : mourir, renaître, voyager dans l'au-delà, conter, faire des farces, etc.
Le fripon est souvent présenté comme un être individualiste, particulier par nature, solitaire, briseur des codes sociaux et de l'étiquette. Il bouscule les frontières de l'ordre social et moral ; méprisant des institutions et des hiérarchies, il incarne une figure subversive, véhicule d'un discours contestataire voire révolutionnaire,.
Paul Radin, coauteur de l'ouvrage Le mythe du Fripon, écrit :

« Il n'est guère de mythe aussi répandu dans le monde entier que celui connu sous le nom de « mythe du Fripon » dont nous nous occuperons ici. Il y a peu de mythes dont nous puissions affirmer avec autant d'assurance qu'ils appartiennent aux plus anciens modes d'expression de l'humanité ; peu d'autres mythes ont conservé leur contenu originel de façon aussi inchangée. (…) Il est manifeste que nous nous trouvons ici en présence d'une figure et d'un thème, ou de divers thèmes, doués d'un charme particulier et durable et qui exercent une force d'attraction peu ordinaire sur l'humanité depuis les débuts de la civilisation. »

Le fripon peut être représenté par divers rôles archétypaux dont certains sont tenus par des animaux comme la Corneille, le Renard, le Coyote en Amérique, le Lièvre ou l’Araignée en Afrique.

## Dans la culture occidentale
On trouve de nombreux tricksters dans la culture et le folklore européen : Renart le Goupil du roman médiéval éponyme peut être considéré comme un trickster. Dans la littérature populaire du nord de l'Allemagne, on retrouve la figure de Till l'espiègle (Dyl Ulenspegel en bas-allemand et Till Eulenspiegel en allemand), saltimbanque malicieux et farceur. Ce nom est à l'origine de l'adjectif espiègle. Loki dans les religions nordiques appartient à cet archétype.
Le conte-type dans la classification Aarne–Thompson ATU 1535 « Le Pauvre Et Le Riche Fermier » raconte l'histoire d'antagonistes, souvent deux frères adultes qui portent parfois le même nom comme dans « Lille Claus og store Claus » (Grand Claus et Petit Claus) de Hans Christian Andersen ou son équivalent Norwégien « Store-Per og Vesle-Per » de Peter Christen Asbjørnsen. Dans ce conte un riche fermier exploite et tire avantage de son pauvre frère, ce dernier renverse la situation en se jouant de l'avidité de son frère, entraînant souvent sa mort, et déjoue ainsi la fortune.
Le conte-type « l'enfant vole les trésors du géant » (ATU 328) popularisé dans sa verion Jack et le Haricot magique en Angleterre, et en France par la variante de Charles Perrault Le Petit Poucet (ATU 327B) et qui selon certaines études serait d'origine proto-indo-européenne, datant de l'âge de bronze. Il narre dans sa version la plus répandue un protagoniste aux caractéristiques du trickster, rusé et malin, qui dérobe les possessions merveilleuses d'un ogre géant et échappe à la mort. Certaines variantes débutent à l'instar de Hansel et Gretel (ATU 327A) dans une fraterie de trois ou plus et doivent fuir leur foyer, trouvent refuge dans la maison d'un ogre, et grâce à la ruse et la malice d'un des frères échappent à la mort, voir le capturent ou le tuent.

### Origine du terme et usages
Le terme Fripon, Friponne, de friper « s'agiter ». Un rapprochement sémantique peut être fait avec la fripe du latin falappa « copeau », ou plus tard comme chez Rabelais de friper « chiffonner, faire commerce de chiffons ». Il est alors un fouineur, qui fouille et récupère les guenilles et torchons, assimilé par là à la saleté, la misère et la gueuserie. L'étymologie la plus courante fait le lien avec le verbe du XVIIe siècle friper : « avaler goulument ».
Par ailleurs, les archives de la prison de la Bastille font de nombreuses mentions de fripons et friponnes. Ces termes sont d'abord associés aux auteurs de crimes liés à la sorcellerie et la divination, et en deuxième lieu aux crimes financiers : faux-monnayage, escroqueries, détournement de fonds, etc. Ainsi sont qualifiés de fripons les charlatans et autres escrocs qui usent de l'éloquence plutôt que la dextérité pour accomplir leur larcin.
On trouve de nombreux synonymes dans la littérature désignant le fripon escroc : arnaqueur, voyou, dupe, tricheur, coquin, sacripant, etc.
En folkloristique on lui préfère cependant le terme anglophone de trickster pour désigner le personnage mythique et les motifs qui lui sont rattachés.

### Dans la mythologie nordique
Dans la mythologie scandinave, Loki est un dieu fripon que l'on retrouve au centre de nombreux récits de l'Edda poétique et de l'Edda en prose. Loki est une divinité antagonique et ambigüe. Il siège parmi les autres divinités norroises bien qu'il soit le fils du géant Farbauti, ennemi des dieux.
Il est maître des déguisements, capable de changer de forme et d'incarner des animaux, ou d'apparaître comme une femme. Demi-frère d'Odin, il participe sous cet aspect bienveillant à la création des humains, mais il est aussi parent de plusieurs monstres comme le loup Fenrir qui est libéré lors du Ragnarök avec les géants (Jötunn) et mènera la bataille contre les dieux et les humains. Il est puni par un supplice rappelant celui de Prométhée pour le meurtre du dieu Baldr.
Le poème Lokasenna « la querelle de Loki » se déroule lors d'un festin du dieu de la mer Aegir. La violence étant strictement interdite lors du banquet, il s'en prend aux dieux présents en révélant des vérités scandaleuses à leur sujet, avant que les convives ne se rebellent contre lui et le conduisent hors de la salle où il fait valoir son droit de présence par sa parenté avec Odin.
Ni homme ni femme, il peut être l'un(e) ou l'autre, sa forme féminine ne pouvant se résumer seulement à un déguisement puisqu'il donne naissance à au moins deux reprises. Loki est amoral et antagoniste, rusé et malin. Il agit dans son intérêt enfreignant souvent les règles et l'ordre moral du monde divin mais aussi des humains. Il est un briseur de tabou, profanateur et inverse l'ordre des choses. Il traverse les frontières et voyage entre plusieurs mondes mythiques : Asgard, Mitgard, Jotunheim et Hel. Enfin, il se trouve souvent dans le rôle de médiateur ou messager des dieux, et grâce à son ambiguïté naturelle introduit de la nuance dans la représentation des dualités.

### Dans les contes folkloriques francophones
Dans l'analyse textuelle d'un corpus de contes et récits folkloriques en français dont le héros est un « animal décepteur mais bienfaiteur », on trouve majoritairement la figure du chat, popularisée par Charles Perrault, moins fréquemment celle du renard. Ce type de conte aurait fonction de récit d'initiation à l'usage du discours pour modifier et nuancer la dualité vrai/faux et bon/mauvais, à la manipulation et l'éloquence pour persuader une figure souvent socialement élevée.
L'animal décepteur, maître de la tromperie, y détient la mètis —  personnification de la sagesse et de la ruse — et grâce à elle prend le pouvoir sur un ordre social ou les dominés peuvent alors devenir dominants. Il montre ainsi « la supériorité de l'ingéniosité et de la ruse sur la croyance et la bêtise », et parfois de l'ingéniosité triomphant de la magie. Le décepteur joue ainsi un rôle « médiateur entre [l]es dominés et les dominants », bouscule les usages, brouille les frontières et inverse les rôles.

#### Thèse de Hyde
Le sociologue et essayiste Lewis Hyde propose dans Trickster Makes This World une analyse plus holistique et interculturelle de la figure du décepteur. Selon Hyde, au cœur des caractéristiques du trickster se trouvent la dualité et l'ambivalence. Il écrit que si on distingue le bien du mal, le sacré du profane, le propre du sale, le mâle de la femelle, les vivants des morts, etc., le trickster outrepasse systématiquement les frontières, jette la confusion, et brouille les distinctions. Il est décrit ainsi non comme un messager entre le divin et les mortels mais comme « celui qui vole aux dieux les choses dont les humains ont besoin pour survivre dans ce monde. ».
La dialectique du trickster est de modifier et de traverser les frontières, et ce faisant en redéfinir les contours, en retracer les limites. Habitant des carrefours et des passages entre les mondes, il met en lumière en les modifiant les distinctions et les délimitations précédemment dissimulées.
Hyde va plus loin en remarquant que dans plusieurs mythologies, les divinités habitent la terre parmi les mortels. C'est la figure d'un trickster, par une action, qui cause le départ des divinités depuis le monde terrestre vers le monde divin. Lorsqu'il endosse le rôle de messager divin, il répare alors une situation dont il est la cause. Une fois de plus il se trouve dans l'ambivalence : à la fois étranger regardant depuis l'extérieur et partie du monde terrestre et des humains.

## Mythologies des Autochtones d'Amérique du Nord
Le fripon divin est une figure mythologique centrale des peuples indigènes d'Amérique du nord, comme le note Philippe Jacquin :

« La place prépondérante des "frères animaux" apparaît dans le rôle dont ils sont investis dans la cosmologie. Cette dernière met en scène un personnage central, un démiurge, baptisé par les anthropologues le trickster (le décepteur en français) en raison de son habileté à se métamorphoser et à jouer des tours. Les Indiens imaginent le trickster sous la forme d'un animal caractéristique du milieu écologique où ils vivent. Nanabozo, c'est-à-dire Lapin Blanc, appartient à l'aire du froid des Algonquins, Corbeau règne sur la côte Nord-Ouest, Vison, Geai bleu apparaissent ici et là. Coyote demeure un cas particulier : son ubiquité a conduit beaucoup de tribus à l'adopter comme trickster, et ses aventures, aussi cocasses qu'inattendues, enchantent les Indiens. La popularité de cet animal tient à sa grande faculté d'adaptation. »

— Philippe Jacquin, Les Indiens d'Amérique du Nord, les animaux et la religion.
Au sein de ces récits, il incarne parfois une figure d'enfant passant à l'adulte, et rédige certains contes à caractère sexuel pouvant être interprétés comme des récits pédagogiques d'initiation à divers rites et coutumes.
Bugs Bunny est un rappel de Nanabozo dans la culture populaire moderne.

## Dans le folklore juif et la littérature rabbinique
Le Talmud Bavli — ou Talmud de Babylone — contient plusieurs contes où apparaissent des figures rabbiniques dont les caractéristiques font écho à l'archétype du trickster. Une première lecture du Talmud Bavli présente une version idéalisée des valeurs et de l’éthique rabbinique. C'est cependant parmi ces écrits que l'on trouve des célébrations de tricksters rabbiniques faisant preuve de ruse et de tromperie pour déjouer l'autorité injuste du pouvoir romain.
Dans une tournure subversive qui bouscule l'ordre social, les protagonistes burlesques et audacieux n'hésitent pas à s'adonner au péché, à la manipulation, la dissimulation et autres déguisements pour accomplir la transgression et le retournement moral.
La collection des Israel Folktale Archives (IPA) contient les récits de Rabbi Akiva. Quelques-uns de ces récits se caractérisent par les tropes typiques du trickster.
Dans un de ces récits, raconté par Asher Ben Harush et dont la source est un midrash yéménite du XIVe siècle, on apprend que Rabbi Akiva ne savait ni lire ni écrire avant l'âge de 40 ans.
Dans le conte, sa femme l'encourage à apprendre à lire et écrire, mais la crainte de Rabbi Akiva d'être moqué le retient. Elle lui ordonne alors de se rendre au marché à dos d'âne, chargé de fleurs. Parvenu au marché, on rit du Rabbi et de cette situation grotesque. Sa femme lui ordonne alors le lendemain d'y retourner, puis le jour d'après, et le suivant, etc. À chaque nouvelle apparition de Rabbi Akiva, les rires se font moindres puis disparaissent entièrement.
Le récit comique et absurde renverse les rôles de genre et place Rabbi Akiva dans une situation grotesque. Le décalage et l'ambivalence du trickster se situe dans le fait que ce récit, malgré son ton carnavalesque, reste le début initiatiques d'une figure importante du folklore juif et de la littérature rabbinique. Habituellement raconté comme un sage révéré et prestigieux, ce conte montre que ces qualités ne sont pas moins valides malgré une initiation grotesque et que le ridicule peut côtoyer simultanément le prestige.
Des récits similaires par la tournure comique, décalée, et renversée figurant Rabbi Akiva se trouvent dans la collection des IPA.
Le cycle de Jacob dans le livre biblique de la Genèse décrit une relation particulière entre Jacob, YHWH, et certains membres de la famille de Jacob. Jacob est décrit comme un personnage n'hésitant pas à recourir à la tromperie, au mensonge et à l'intrigue, y compris avec YHWH malgré sa nature divine. Il est malgré cela favori, et en tant que trompeur se retrouve à son tour trompé par YHWH même, qui dans ces textes se comporte de manière analogue et n'hésite pas à mentir et manipuler Jacob pour atteindre son but, de toute façon réalisé puisque divin.

## Autres folklores
- Gnome, créature légendaire du folklore européen
- Nisse ou tomte, petite créature légendaire du folklore scandinave ; Lièvre en Afrique (Petit Bodiel et autres contes de la Savane par Amadou Hampaté Bâ). Même personnage dans les contes Afro-Américains.
- Dans la mythologie inuite, Amaguq est le dieu des farceurs et des loups. En Afrique, Lièvre, le « fripon » ou Décepteur par excellence, se joue des puissants (Éléphants) tandis que l'Enfant terrible mythique est présent dans une majorité de contes (Geneviève Calame-Griaule, éd.).
- Olifat, dieu fripon dans la mythologie micronésienne. Il est le fils du dieu Lugeleng et de la mortelle Tarisso. Celle-ci était la fille de la déesse pieuvre Hit. Lorsque la femme de Lugeleng tenta d'empêcher son union avec Tarisso, Hit dansa de manière si sensuelle que la femme s'évanouit d'excitation et dut être ramenée au ciel, permettant ainsi la conception d'Olifat.

## Analyse
Carl Gustav Jung a étudié la figure du fripon dans l'ouvrage collectif Le Fripon divin en 1956. Ces travaux autour du fripon divin permirent à Carl Gustav Jung de développer le concept d'enfant intérieur (enfant divin), considéré comme une part du soi qui a conservé un fonctionnement d'enfant.
La perspective jungienne, au travers de l'ouvrage Le Fripon divin : le mythe indien, envisage l'existence d'un processus qui renvoie à un archétype présent dans chaque être humain, quelle que soit sa culture.
Cette universalité se retrouverait au travers du fripon divin. Le fripon divin est la figure de la petite créature mythique des légendes mais plus encore il est aussi une composante de notre âme.
Paul Radin, anthropologue rendu célèbre par ses études sur le Trickster, permit à Jung d'étayer cette thèse et d'affirmer le caractère de concept de l'enfant divin (enfant intérieur) en apportant sa contribution à l’étude de la psychologie du fripon. Spécialiste de la culture amérindienne, il s'associe à C.G Jung pour une publication commune. Coauteur de l'ouvrage Le Mythe du Fripon, Paul Radin défend l'universalité de ce mythe et le charme particulier et durable qu'il exerce.
Cette figure culturelle renverrait donc à l'un des aspects de l'âme humaine. En novembre 1999, René Barbier, chercheur en sciences de l'éducation et pédagogue jungien, écrit, de manière poétique, à son sujet :
«  C'est un enfant qui prend le jour pour en faire sa cabane de feuillage. Il arrive à l'horizon de la mémoire sans aucun bruit sans aucune page. Il n'a rien à nous dire. Il est la Présence même. Il éclate de tous les rires de la terre. C'est un enfant pareil à la mer et pourtant c'est un enfant soleil. Il fait chanter toutes les colombes. Il adoucit les serpents du rouge vif. Il boit la rage et donne le rêve. Un jour nous le rencontrerons. Entre deux portes coquille de l'instant. Il arrêtera notre visage. Il prolongera notre regard dans la surprise du torrent. Nous prendrons le temps du partage. C'est un enfant qui arrondit l'espoir pour le faire rouler et bleuir le monde. Il est la femme et il est l'homme entrelacés. Hélice de toute vie. Avec lui nous devenons plus humains. Avec lui fulgurante l'existence est royauté. »

## Dans l'art et la culture

### Littérature
- Till l'espiègle, personnage de saltimbanque malicieux et farceur de la littérature populaire du nord de l'Allemagne.
- Le Roman de Renart, recueil de récits médiévaux français des XIIe et XIIIe siècles ayant pour héros des animaux agissant comme des humains.

### Cinéma
- Ils sont fous ces sorciers est une comédie française réalisée par Georges Lautner en 1978 avec la participation de Jean Lefebvre et de Henri Guybet. Ce film est basé sur le fripon et ses effets comiques

### Télévision
- Dans la série américaine Supernatural, les frères Winchester sont plusieurs fois aux prises avec un Trickster au cours des saisons 2 à 5. Il est d'abord identifié comme Loki, le dieu scandinave, mais lors de la saison 5, il est découvert qu'il était à l'origine l'archange Gabriel.
- Une série produit par CBS Trickster, relate les aventures d'un père et de son fils apprenant jeune adulte qu'il est lui-même le fils d'un Trickster et d'une sorcière.